# Hissøyna
Hissøyna est une île dans le landskap Sunnhordland du comté de Vestland. Elle appartient administrativement à Øygarden.

## Géographie
Rocheuse et désertique, à l'exception dune légère végétation, elle s'étend sur environ 1,179 km de longueur pour une largeur approximative de 645 m. Elle compte une petite dizaine d’habitations. 